# Кенеський сільський округ (Таласький район)
Кене́ський сільський округ (каз. Кеңес ауылдық округі, рос. Кенесский сельский округ) — адміністративна одиниця у складі Таласького району Жамбильської області Казахстану. Адміністративний центр — село Болтірік-Шешен.
Населення — 987 осіб (2021; 1796 у 2009, 1838 у 1999, 2075 у 1989).
Станом на 1989 рік існувала Кенеська сільська рада (села Кенес, Кизиларик, Кизилжар), з 1993 року — окремо Кенеський сільський округ та Кизилжарський сільський округ. 1997 року Кизилжарський сільський округ був ліквідований та приєднаний до складу Кенеського сільського округу.

## Склад
До складу округу входять такі населені пункти:
| Населений пункт      | Старі назви | Населення, осіб (1989) | Населення, осіб (1999) | Населення, осіб (2009) | Населення, осіб (2021) |
| -------------------- | ----------- | ---------------------- | ---------------------- | ---------------------- | ---------------------- |
| Болтірік-Шешен, село | Кенес       | 1583                   | 1216                   | 1179                   | 592                    |
| Кошек-батира, село   | Кизилжар    | 223                    | 622                    | 617                    | 395                    |
| --Кизиларик, село    | -           | 269                    | -                      | -                      | -                      |